# Донченко Дмитро Дмитрович
Дмитро Дмитрович Донченко (1907 — ?) — український радянський та партійний діяч, секретар Кам'янець-Подільського обласного комітету КП(б)У, 2-й секретар Ізмаїльського міського комітету КП(б)У.

## Життєпис
Член ВКП(б). Перебував на відповідальній партійній роботі.
13 травня — липень 1941 року — секретар Кам'янець-Подільського обласного комітету КП(б)У із промисловості. Під час німецько-радянської війни перебував в евакуації.
У червні 1944 — лютому 1945 року — заступник секретаря Кам'янець-Подільського обласного комітету КП(б)У із промисловості — завідувач промислового відділу Кам'янець-Подільського обласного комітету КП(б)У.
У лютому 1945 — травні 1946 року — 2-й секретар Ізмаїльського міського комітету КП(б)У.
З червня 1946 року — завідувач організаційно-інструкторського відділу Станіславського обласного комітету КП(б)У. До березня 1953 року — завідувач торговельно-планово-фінансового відділу Станіславського обласного комітету КП(б)У.
У березні 1953—1955 роках — заступник голови виконавчого комітету Станіславської обласної ради депутатів трудящих.
На 1955—1963 роки — завідувач відділу комунального господарства виконавчого комітету Станіславської обласної ради депутатів трудящих.
Подальша доля невідома.

## Нагороди
- медаль «За трудову доблесть» (23.01.1948)
- медалі